# Tapiraí (São Paulo)
Tapiraí – miasto i gmina w Brazylii, w stanie São Paulo. Znajduje się w mezoregionie Macro Metropolitana Paulista i mikroregionie Piedade.